# Jan Van den Bossche (presentator)
Jan Van den Bossche (Sint-Niklaas, 22 oktober 1974) is een Vlaams presentator.
Hij startte zijn carrière bij JIM, waar hij onder andere Live Request en Gamepower presenteerde. In 2007 en 2008 presenteerde hij samen met Rani De Coninck de Telenet Kids Awards op VTM. In het najaar van 2007 maakt hij zijn definitieve overstap naar VTM. Hij presenteerde er het programma Campinglife, dat tegenwoordig Club Camping heet. De presentatie van dit programma is later door Joyce Beullens overgenomen.
In december 2007 keerde Van den Bossche tijdelijk terug naar JIM om het programma X-mas Request te presenteren. Sinds 2020 presenteert hij op Radio Willy. Hij presenteert voorts zijn eigen programma CLASS X.
In 2022 huwde hij met interieurarchitecte Tanja Brandt.